# 1989年の日本シリーズ
1989年の日本シリーズ（1989ねんのにっぽんシリーズ、1989ねんのにほんシリーズ）は、1989年10月21日から10月29日まで行われたセントラル・リーグ（セ・リーグ）優勝チームの読売ジャイアンツ（巨人）とパシフィック・リーグ（パ・リーグ）優勝チームの近鉄バファローズ（近鉄）による第40回プロ野球日本選手権シリーズである。

## 概要
本シリーズは、下記のとおり、巨人が3連敗後の4連勝で、8年ぶり17度目の日本選手権制覇となった。「3連敗後の4連勝」は1958年、1986年の日本シリーズで西武ライオンズ（1958年当時は西鉄）が制した事例に次いで、2チーム・3回目のケースだった（4連敗したのは1958年が巨人、1986年が広島東洋カープである）。
巨人の藤田元司、近鉄の仰木彬の両監督は、いずれも選手の力を引き出すことなどで「マジック（魔術）」と呼ばれたこともあり（「仰木マジック」
、「藤田マジック」）、当時の報道では、日刊スポーツは「マジシャン初対決」という特集記事を掲載した。
セ・リーグのチームによる制覇は1985年以来となり、本シリーズ終了に際しての川島廣守セ・リーグ会長コメントでも、直前3年間はパ・リーグのチームが制していたことへの言及があった。
本シリーズの入場料収入は7億5273万5900円（消費税込み）。選手・監督らへの分配金は、巨人が約4777万円、近鉄が約3184万円。球団への分配金は、両球団とも約1億6685万円であった。
巨人と近鉄の対戦は初顔合わせであり、巨人はこの年近鉄と対戦したことで当時存在したパ・リーグの6球団全てとシリーズで対戦・勝利した。相手リーグ現存全球団との日本シリーズでの対戦は日本プロ野球史上初の達成。
日本シリーズにおける藤井寺球場の使用はこの年のみである（他の近鉄出場の日本シリーズは、1979年と1980年は、藤井寺球場は当時ナイター照明設備が未整備で、大阪球場が使用され、2001年の時点では大阪ドームが本拠地であった）。一方、前年に開場した東京ドームでの日本シリーズ開催はこの年が最初となった。同時に平成の元号として最初の日本シリーズ開催となった。 

### チームの勢い、相手チームに関する言動とシリーズの流れ
藤田は、自著で、近鉄について「盤石の戦力で勝ってきたチームではない」「ハングリー精神と勢いで勝ってきたチームである」と評している。
事前の見方では巨人が有利との声も多かったが、近鉄は、第1戦から第3戦まで連勝し、日本シリーズ初制覇へあと1勝とした。
ここで加藤哲郎投手の第3戦終了後のヒーローインタビューにおける「シーズンの方がよっぽどしんどかったですからね。相手も強いし…」という発言が「巨人は（この年パ・リーグ最下位の）ロッテより弱い」という表現で報道されたことに巨人の選手が発奮した、という逸話が知られている。
なお、加藤本人は「ロッテより…」については否定している。
巨人は、第4戦で香田勲男の完封があり、続く第5戦でも斎藤雅樹が先制点こそ奪われながらも1点に抑え、自ら同点のきっかけとなる安打を放ち、さらにシリーズ初戦から18打席ノーヒットと絶不調だった打線の中軸の一人原辰徳が、6回に吉井理人からシリーズ初ヒットとなる満塁本塁打を放つなどしたことからシリーズの流れが変わり、結果第7戦まで4連勝した。第4戦から第6戦まで10打数7安打と絶好調だった駒田徳広が第7戦で加藤から本塁打を打った直後に万歳し、その後ダイヤモンドを回りながら「バーカ!」と叫ぶ姿は、その後も「語り草」とされている（加藤哲郎も参照）。
藤田監督は、「最初のうちは、野球はそんなに甘くないんだとお天とう様が試練を与えてくれたのでしょう」等と述べた。

日本シリーズにおける加藤のような挑発的発言の例としては、本シリーズ以前にも、1976年の第3戦で王手をかけた福本豊（阪急ブレーブス）の「（パ・リーグ3位の）ロッテや（同リーグ4位の）近鉄だってうちと3試合やれば1回は勝つぜ」、本シリーズ以後にも、2024年の第3戦で2連勝中だった村上隆行（福岡ソフトバンクホークス打撃コーチ）の「パ・リーグにもそんなにいないかもしれないけど、宮城（大弥）のほうが断然いい」などの例があるが、本シリーズでは、当時から大きく注目され、翌年の日本シリーズでも、巨人相手に勝利投手となった渡辺智男（西武）が意識して刺激的な発言を避けていたように報じられている。
巨人の球団史では、当時ヘッドコーチの近藤昭仁が「ロッテより弱いといわれ、お前ら悔しくないのか、のハッパが効いた」と振り返っている。
一方、仰木『燃えて勝つ』では、「第4戦を境に流れが変わった」と悔やむ記述は複数見られるが、「加藤発言」の影響を否定していることが明記されている。近鉄の球団史でも、加藤がロッテとの比較への言及については否定しているとし、「一選手の発言がシリーズを左右すると判断してはおかしい。（中略）それで勝負が決まるほど単純なものではないだろう」という見解を示している。
近鉄グループにおける「シリーズ制覇」を前提とした動きの事例としては、当時近鉄百貨店東京店に勤務していた佐野正幸によると、同店では第2戦終了頃から「優勝セール」の準備に追われていたという。なお、佐野は、本シリーズ終了後、用意したセール品をどう捌くかという問題が立ちはだかったとも振り返っている。

### 勝利への意識
上記の近鉄3連勝中の報道でも、野球評論家の中から、近鉄の気の緩みなどを懸念する声が出されている（例:衣笠祥雄 - 1979年、1980年の日本シリーズで近鉄と対戦、上記1986年の日本シリーズで「3連勝後の4連敗」も経験）。
仰木は、「（終盤における僅差の優勝争いを制した -10.19参照）ペナントレースの余勢」「巨人は日本シリーズという意識過剰が災い（して3連敗）」と記する一方で、ペナントレースを「奇跡の逆転優勝」しながら1963年の日本シリーズで巨人に敗れた西鉄（本シリーズ時に近鉄コーチの中西太が監督）とだぶらせながら、何が何でも勝たねばというものが湧いてこなかったと振り返っている。シリーズ終了後の読売新聞（巨人と同じ企業系列）の記事にも、勝負への意識が薄れていたことが記されている。

### 両チーム監督をめぐる過去の日本シリーズ
西鉄「3連敗後の4連勝」があった1958年の日本シリーズには、藤田と仰木は、それぞれ巨人と西鉄の選手として出場した。仰木『燃えて勝つ』でも、1958年のシリーズに関して「因果は巡る」などと意識した記述がみられる。
ただし、藤田は、これについて過去のことという姿勢を示している。
なお、1963年の日本シリーズでも同様に、両監督は、それぞれ巨人と西鉄の選手として出場した。

## 出場資格者
| 監督   | 監督                   | 監督                 | 監督                 |
| 背番号 | 名前                   | 名前                 | 名前                 |
| ------ | ---------------------- | -------------------- | -------------------- |
| 73     | 藤田元司               | 藤田元司             | 藤田元司             |
| コーチ |                        |                      |                      |
| 背番号 | 名前                   | 名前                 | 名前                 |
| 72     | 近藤昭仁（ヘッド）     | 近藤昭仁（ヘッド）   | 近藤昭仁（ヘッド）   |
| 77     | 山内一弘（打撃総合）   | 山内一弘（打撃総合） | 山内一弘（打撃総合） |
| 76     | 中村稔（投手）         | 中村稔（投手）       | 中村稔（投手）       |
| 80     | 高橋一三（投手）       | 高橋一三（投手）     | 高橋一三（投手）     |
| 75     | 松原誠（打撃）         | 松原誠（打撃）       | 松原誠（打撃）       |
| 71     | 瀧安治（守備）         | 瀧安治（守備）       | 瀧安治（守備）       |
| 74     | 上田武司（守備）       | 上田武司（守備）     | 上田武司（守備）     |
| 88     | 松本匡史（守備走塁）   | 松本匡史（守備走塁） | 松本匡史（守備走塁） |
| 投手   |                        |                      |                      |
| 背番号 | 選手名                 | 投                   | 打                   |
| 13     | 宮本和知               | 左                   | 左                   |
| 17     | 槙原寛己               | 右                   | 右                   |
| 18     | 桑田真澄               | 右                   | 右                   |
| 19     | 吉田修司               | 左                   | 左                   |
| 21     | 加藤初                 | 右                   | 右                   |
| 26     | 松谷竜二郎             | 右                   | 右                   |
| 28     | 広田浩章               | 右                   | 左                   |
| 29     | 鹿取義隆               | 右                   | 右                   |
| 31     | 水野雄仁               | 右                   | 右                   |
| 41     | 斎藤雅樹               | 右                   | 右                   |
| 47     | 木田優夫               | 右                   | 右                   |
| 48     | 香田勲男               | 右                   | 左                   |
| 58     | 松原靖                 | 左                   | 左                   |
| 捕手   |                        |                      |                      |
| 背番号 | 選手名                 | 投                   | 打                   |
| 9      | 有田修三               | 右                   | 右                   |
| 15     | 山倉和博               | 右                   | 右                   |
| 22     | 中尾孝義               | 右                   | 右                   |
| 32     | 高田誠                 | 右                   | 左                   |
| 56     | 村田真一               | 右                   | 右                   |
| 60     | 白幡隆宗               | 右                   | 左                   |
| 内野手 |                        |                      |                      |
| 背番号 | 選手名                 | 投                   | 打                   |
| 0      | 川相昌弘               | 右                   | 右                   |
| 5      | 岡崎郁                 | 右                   | 左                   |
| 6      | 篠塚利夫               | 右                   | 左                   |
| 10     | 駒田徳広               | 左                   | 左                   |
| 23     | 上田和明               | 右                   | 右                   |
| 24     | 中畑清                 | 右                   | 右                   |
| 27     | 福王昭仁               | 右                   | 左                   |
| 37     | 津末英明               | 右                   | 左                   |
| 38     | 勝呂博憲               | 右                   | 右                   |
| 39     | 山崎章弘               | 右                   | 右                   |
| 40     | 佐藤洋                 | 右                   | 右                   |
| 44     | 緒方耕一               | 右                   | 両                   |
| 外野手 |                        |                      |                      |
| 背番号 | 選手名                 | 投                   | 打                   |
| 2      | 簑田浩二               | 右                   | 右                   |
| 7      | 吉村禎章               | 左                   | 左                   |
| 8      | 原辰徳                 | 右                   | 右                   |
| 12     | 呂明賜                 | 右                   | 右                   |
| 25     | 鴻野淳基               | 右                   | 右                   |
| 49     | ウォーレン・クロマティ | 左                   | 左                   |
| 51     | 石井雅博               | 右                   | 右                   |
| 52     | 井上真二               | 右                   | 右                   |
| 66     | 栄村忠広               | 右                   | 左                   |

| 監督   | 監督                       | 監督                       | 監督                       |
| 背番号 | 名前                       | 名前                       | 名前                       |
| ------ | -------------------------- | -------------------------- | -------------------------- |
| 71     | 仰木彬                     | 仰木彬                     | 仰木彬                     |
| コーチ |                            |                            |                            |
| 背番号 | 名前                       | 名前                       | 名前                       |
| 77     | 中西太（ヘッド）           | 中西太（ヘッド）           | 中西太（ヘッド）           |
| 70     | 権藤博（投手）             | 権藤博（投手）             | 権藤博（投手）             |
| 73     | 小川亨（打撃）             | 小川亨（打撃）             | 小川亨（打撃）             |
| 88     | 安井智規（守備）           | 安井智規（守備）           | 安井智規（守備）           |
| 86     | 藤瀬史朗（走塁）           | 藤瀬史朗（走塁）           | 藤瀬史朗（走塁）           |
| 75     | 滝内弥瑞生（二軍監督）     | 滝内弥瑞生（二軍監督）     | 滝内弥瑞生（二軍監督）     |
| 78     | 板東里視（二軍投手）       | 板東里視（二軍投手）       | 板東里視（二軍投手）       |
| 85     | 佐々木恭介（二軍打撃）     | 佐々木恭介（二軍打撃）     | 佐々木恭介（二軍打撃）     |
| 76     | 児玉弘義（二軍バッテリー） | 児玉弘義（二軍バッテリー） | 児玉弘義（二軍バッテリー） |
| 投手   |                            |                            |                            |
| 背番号 | 選手名                     | 投                         | 打                         |
| 11     | 吉井理人                   | 右                         | 右                         |
| 13     | 石本貴昭                   | 左                         | 左                         |
| 14     | 阿波野秀幸                 | 左                         | 左                         |
| 15     | 山崎慎太郎                 | 右                         | 右                         |
| 17     | 佐々木修                   | 右                         | 右                         |
| 18     | 山村達也                   | 右                         | 右                         |
| 20     | 高柳出己                   | 右                         | 右                         |
| 22     | 佐藤秀明                   | 左                         | 左                         |
| 26     | 小野和義                   | 左                         | 左                         |
| 30     | 加藤哲郎                   | 右                         | 右                         |
| 31     | 山田真実                   | 右                         | 右                         |
| 34     | 村田辰美                   | 左                         | 左                         |
| 40     | 赤堀元之                   | 右                         | 右                         |
| 41     | 木下文信                   | 左                         | 左                         |
| 54     | 池上誠一                   | 右                         | 右                         |
| 捕手   |                            |                            |                            |
| 背番号 | 選手名                     | 投                         | 打                         |
| 10     | 山下和彦                   | 右                         | 右                         |
| 55     | 藤原清景                   | 右                         | 右                         |
| 56     | 光山英和                   | 右                         | 右                         |
| 69     | 原田和彦                   | 右                         | 右                         |
| 内野手 |                            |                            |                            |
| 背番号 | 選手名                     | 投                         | 打                         |
| 3      | 羽田耕一                   | 右                         | 右                         |
| 4      | 大石第二朗                 | 右                         | 右                         |
| 6      | 金村義明                   | 右                         | 右                         |
| 8      | 米崎薫臣                   | 右                         | 左                         |
| 12     | 真喜志康永                 | 右                         | 右                         |
| 19     | 尾上旭                     | 右                         | 右                         |
| 28     | 中村良二                   | 左                         | 右                         |
| 32     | 谷真一                     | 右                         | 右                         |
| 33     | ハーマン・リベラ           | 右                         | 右                         |
| 36     | 後関昌彦                   | 左                         | 左                         |
| 48     | 吉田剛                     | 右                         | 右                         |
| 58     | 安達俊也                   | 右                         | 両                         |
| 外野手 |                            |                            |                            |
| 背番号 | 選手名                     | 投                         | 打                         |
| 2      | 栗橋茂                     | 左                         | 左                         |
| 5      | 村上隆行                   | 右                         | 右                         |
| 7      | 淡口憲治                   | 右                         | 左                         |
| 9      | 新井宏昌                   | 右                         | 左                         |
| 16     | ラルフ・ブライアント       | 右                         | 左                         |
| 21     | 加藤正樹                   | 左                         | 左                         |
| 27     | 中根仁                     | 右                         | 右                         |
| 44     | 鈴木貴久                   | 右                         | 右                         |
| 60     | 中谷忠己                   | 右                         | 左                         |

出所 : 1989年10月20日 日刊スポーツ4頁

## 試合経過等
| 日付                                    | 試合   | ビジター球団（先攻） | スコア | ホーム球団（後攻） | 開催球場   |
| --------------------------------------- | ------ | -------------------- | ------ | ------------------ | ---------- |
| 10月21日（土）                          | 第1戦  | 読売ジャイアンツ     | 3 - 4  | 近鉄バファローズ   | 藤井寺球場 |
| 10月22日（日）                          | 第2戦  | 読売ジャイアンツ     | 3 - 6  | 近鉄バファローズ   | 藤井寺球場 |
| 10月23日（月）                          | 移動日 | 移動日               | 移動日 | 移動日             | 移動日     |
| 10月24日（火）                          | 第3戦  | 近鉄バファローズ     | 3 - 0  | 読売ジャイアンツ   | 東京ドーム |
| 10月25日（水）                          | 第4戦  | 近鉄バファローズ     | 0 - 5  | 読売ジャイアンツ   | 東京ドーム |
| 10月26日（木）                          | 第5戦  | 近鉄バファローズ     | 1 - 6  | 読売ジャイアンツ   | 東京ドーム |
| 10月27日（金）                          | 移動日 | 移動日               | 移動日 | 移動日             | 移動日     |
| 10月28日（土）                          | 第6戦  | 読売ジャイアンツ     | 3 - 1  | 近鉄バファローズ   | 藤井寺球場 |
| 10月29日（日）                          | 第7戦  | 読売ジャイアンツ     | 8 - 5  | 近鉄バファローズ   | 藤井寺球場 |
| 優勝：読売ジャイアンツ（8年ぶり17回目） |        |                      |        |                    |            |

### 第1戦
10月21日 藤井寺
|      | 1 | 2 | 3 | 4 | 5 | 6 | 7 | 8 | 9 | R | H | E |
| ---- | - | - | - | - | - | - | - | - | - | - | - | - |
| 巨人 | 0 | 2 | 0 | 1 | 0 | 0 | 0 | 0 | 0 | 3 | 7 | 2 |
| 近鉄 | 1 | 0 | 0 | 0 | 0 | 2 | 1 | 0 | X | 4 | 7 | 0 |

1. 巨：斎藤（6回2/3）、宮本（1回1/3）
2. 近：阿波野（9回）
3. 勝利：阿波野（1勝）
4. 敗戦：斎藤（1敗）
5. 本塁打
巨：岡崎1号2ラン（2回・阿波野）
近：大石1号ソロ（1回・斎藤）、鈴木1号2ラン（6回・斎藤）
6. 審判
［球審］五十嵐（パ）
［塁審］福井（セ）、小林一（パ）、井野（セ）
［外審］寺本（パ）、小林毅（セ）
7. 開始：13時06分、試合時間：2時間40分、入場者 23477人
公式記録関係 - 日本野球機構“試合結果（第1戦）”. 2013年5月11日閲覧。

| 巨人 | 巨人 | 巨人         |
| 打順 | 守備 | 選手         |
| ---- | ---- | ------------ |
| 1    | [右] | 緒方耕一     |
| 2    | [遊] | 川相昌弘     |
| 3    | [二] | 篠塚利夫     |
| 4    | [左] | 原辰徳       |
| 5    | [中] | W.クロマティ |
| 6    | [指] | 呂明賜       |
| 7    | [三] | 岡崎郁       |
| 8    | [一] | 駒田徳広     |
| 9    | [捕] | 中尾孝義     |

| 近鉄 | 近鉄   | 近鉄           |
| 打順 | 守備   | 選手           |
| ---- | ------ | -------------- |
| 1    | [二]   | 大石第二朗     |
| 2    | [中]左 | 新井宏昌       |
| 3    | [指]   | R.ブライアント |
| 4    | [一]   | G.リベラ       |
| 5    | [左]   | 淡口憲治       |
|      | 打中   | 村上隆行       |
| 6    | [右]   | 鈴木貴久       |
| 7    | [三]   | 金村義明       |
| 8    | [捕]   | 山下和彦       |
| 9    | [遊]   | 真喜志康永     |
|      | 打遊   | 米崎薫臣       |
|      | 遊     | 安達俊也       |

両チームの先発投手（近鉄阿波野秀幸 - 巨人斎藤雅樹）は、1988年の日本シリーズ、西武渡辺久信 - 中日小野和幸以来の「リーグ最多勝同士」となった。
近鉄は初回大石第二朗の先頭打者本塁打で先制した（第1戦の先頭打者本塁打は日本シリーズ史上初）。
巨人は、2回に岡崎郁の2ラン本塁打で逆転し、さらに4回にもクロマティ、呂明賜の連打で追加点をとった。このように失点した阿波野について、投手コーチの権藤博は、決して調子は良くなく、巨人打線が「西武、オリックスに比べたら迫力が全然違う」状態だから完投できた、という趣旨のコメントをした。
一方の斎藤は硬さを指摘される状態であった。近鉄は、6回に鈴木貴久の2ラン本塁打で同点とし、7回、新井宏昌の勝ち越し適時打で、斎藤を攻略、阿波野が完投して先勝した。
公式記録関係（日本野球機構ページ）

### 第2戦
10月22日 藤井寺
|      | 1 | 2 | 3 | 4 | 5 | 6 | 7 | 8 | 9 | R | H  | E |
| ---- | - | - | - | - | - | - | - | - | - | - | -- | - |
| 巨人 | 0 | 0 | 0 | 0 | 0 | 2 | 0 | 0 | 1 | 3 | 9  | 1 |
| 近鉄 | 0 | 0 | 0 | 0 | 0 | 2 | 4 | 0 | X | 6 | 10 | 2 |

1. 巨：桑田（7回）、鹿取（0回2/3）、吉田（0回1/3）
2. 近：山崎（5回2/3）、加藤哲（0回1/3）、佐藤秀（2回1/3）、吉井（0回2/3）
3. 勝利：佐藤秀（1勝）
4. 敗戦：桑田（1敗）
5. 本塁打
巨：中尾1号ソロ（9回・佐藤秀）
6. 審判
［球審］小林毅（セ）
［塁審］寺本（パ）、福井（セ）、小林一（パ）
［外審］平光（セ）、牧野（パ）
7. 開始：13時05分、試合時間：3時間40分、入場者 24207人
公式記録関係 - 日本野球機構“試合結果（第2戦）”. 2013年5月11日閲覧。

| 巨人 | 巨人 | 巨人         |
| 打順 | 守備 | 選手         |
| ---- | ---- | ------------ |
| 1    | [右] | 緒方耕一     |
| 2    | [遊] | 川相昌弘     |
|      | 打   | 吉村禎章     |
| 3    | [二] | 篠塚利夫     |
| 4    | [中] | W.クロマティ |
| 5    | [左] | 原辰徳       |
| 6    | [三] | 岡崎郁       |
| 7    | [一] | 駒田徳広     |
| 8    | [捕] | 中尾孝義     |
| 9    | [指] | 津末英明     |
|      | 打指 | 井上真二     |
|      | 打指 | 福王昭仁     |

| 近鉄 | 近鉄 | 近鉄           |
| 打順 | 守備 | 選手           |
| ---- | ---- | -------------- |
| 1    | [二] | 大石第二朗     |
| 2    | [中] | 新井宏昌       |
| 3    | [指] | R.ブライアント |
| 4    | [一] | G.リベラ       |
| 5    | [右] | 鈴木貴久       |
| 6    | [左] | 淡口憲治       |
| 7    | [三] | 金村義明       |
| 8    | [捕] | 山下和彦       |
|      | 打   | 村上隆行       |
|      | 捕   | 光山英和       |
| 9    | [遊] | 真喜志康永     |

6回表、巨人が近鉄先発山崎慎太郎から駒田徳広の適時打で2点を先制したが、近鉄もその裏、巨人先発桑田真澄から淡口憲治の2点適時二塁打で同点とした。
7回裏二死、三塁に走者がいるにもかかわらず二塁塁上の走者真喜志が大きくベースを離れたという場面で、打者走者を刺すための送球を受けてボールを持っていた一塁手の駒田がそれに反応せず（読売新聞でも駒田の「ボーンヘッド」と評されている）、桑田がマウンド上で明らかに不満を示す動作をした。この回さらに、近鉄は、ラルフ・ブライアントがこの試合2度目の故意四球（敬遠）を受けた直後に、ハーマン・リベラが走者一掃の適時二塁打で3点を勝ち越し。続く鈴木も二塁打で1点追加した。
9回、巨人が中尾孝義の本塁打で追い上げるも、最後は吉井理人が後続を絶ち、近鉄が連勝した。7回から9回途中まで好救援の佐藤秀が勝利投手となった。
吉井は試合後、「打たれる気がしない」などのコメントを残した。さらに、スポーツニッポンによると、試合終了後の球場のロッカー室で、山崎「オリックスや西武の方が怖い」、加藤哲郎「真ん中狙って思い切り投げたら大丈夫」、吉井「気の抜ける打線」などと「言いたい放題」であったという。
公式記録関係（日本野球機構ページ）

#### 両チームの選手に対する報道
在籍期間が長い巨人からトレードで移籍した淡口の一打について、翌23日の新聞では「恩返し」などの見出しで報じられた。
リベラについて、第1戦の前日（20日）に行われた両チームの監督会議で、藤田監督がリベラの暴力的な行為（経験のあるボクシングのパンチで相手投手に殴りかかるなど）などを問題視して注意するよう近鉄側に求めていた。この試合についての報道では、朝日新聞などがあらためて、藤田監督のこうした要請を持ち出した上で「クレームをつけられまい」などと書き立てた。
一方の巨人は、無安打の続く原辰徳の打撃不振が注目され、日刊スポーツでは、川上哲治のコラムで原の起用についての疑問が示され、やく・みつる作の4コマ漫画で原について「波打つスイング」と書かれている。

### 第3戦
10月24日 東京ドーム
|      | 1 | 2 | 3 | 4 | 5 | 6 | 7 | 8 | 9 | R | H | E |
| ---- | - | - | - | - | - | - | - | - | - | - | - | - |
| 近鉄 | 1 | 2 | 0 | 0 | 0 | 0 | 0 | 0 | 0 | 3 | 5 | 0 |
| 巨人 | 0 | 0 | 0 | 0 | 0 | 0 | 0 | 0 | 0 | 0 | 3 | 0 |

1. 近：加藤哲（6回1/3）、村田（0回1/3）、吉井（2回1/3）
2. 巨：宮本（3回）、水野（3回）、槙原（1回1/3）、吉田（0回2/3）、斎藤（1回）
3. 勝利：加藤哲（1勝）
4. セーブ：吉井（1S）
5. 敗戦：宮本（1敗）
6. 本塁打
近：光山1号2ラン（2回・宮本）
7. 審判
［球審］牧野（パ）
［塁審］平光（セ）、寺本（パ）、福井（セ）
［外審］五十嵐（パ）、井野（セ）
8. 開始：13時07分、試合時間：2時間50分、入場者45711人
公式記録関係 - 日本野球機構“試合結果（第3戦）”. 2013年5月11日閲覧。

- 始球式はロナルド・レーガン元米国大統領。

| 近鉄 | 近鉄 | 近鉄           |
| 打順 | 守備 | 選手           |
| ---- | ---- | -------------- |
| 1    | [二] | 大石第二朗     |
| 2    | [中] | 新井宏昌       |
| 3    | [左] | R.ブライアント |
| 4    | [一] | G.リベラ       |
| 5    | [右] | 鈴木貴久       |
| 6    | [三] | 金村義明       |
| 7    | [遊] | 真喜志康永     |
| 8    | [捕] | 光山英和       |
| 9    | [投] | 加藤哲郎       |
|      | 投   | 村田辰美       |
|      | 投   | 吉井理人       |

| 巨人 | 巨人   | 巨人         |
| 打順 | 守備   | 選手         |
| ---- | ------ | ------------ |
| 1    | [右]   | 緒方耕一     |
|      | 投     | 槙原寛己     |
|      | 投     | 吉田修司     |
|      | 打     | 津末英明     |
|      | 投     | 斎藤雅樹     |
| 2    | [遊]   | 川相昌弘     |
| 3    | [二]   | 篠塚利夫     |
| 4    | [中]   | W.クロマティ |
| 5    | [三]   | 岡崎郁       |
| 6    | [一]右 | 駒田徳広     |
| 7    | [左]   | 原辰徳       |
| 8    | [捕]   | 中尾孝義     |
|      | 打     | 福王昭仁     |
|      | 捕     | 山倉和博     |
| 9    | [投]   | 宮本和知     |
|      | 打     | 吉村禎章     |
|      | 投     | 水野雄仁     |
|      | 打一   | 中畑清       |

近鉄先発投手の加藤哲郎は、第2戦に救援登板している一方で、公式戦シーズン中から右肩の状態が良くなく、第2戦とこの試合の間の移動日の新幹線車内で仰木監督から先発を告げられて驚いた、という。
近鉄は初回ブライアントの適時二塁打、2回には光山英和の2ラン本塁打と加点した。守っては、上記のような事情にもかかわらず7回途中まで無失点で抑えた加藤が、一死からクロマティ、岡崎に連打されたところで、村田辰美、吉井と継投し、近鉄が継投による完封勝ちで初の日本一に王手をかけた。なお、日本シリーズにおける継投による完封勝ちは、1960年第4戦の大洋ホエールズ以来のことで7度目となった。
なお、巨人は終盤リードされた場面で故障から復帰したばかりの槙原寛己を登板させているが、仰木は『燃えて勝つ』で、これを指して「（藤田監督は）手掛かりを求めて動いた」「勝利への執念」と振り返っている。
公式記録関係（日本野球機構ページ）

#### 近鉄側の当時のコメント
加藤はヒーローインタビューで「怖さのないチーム」などのコメント。さらに加藤は、巨人選手のデータも特に見ずに登板したなどと公言した。加藤は「シーズン中のほうが相手も強く、きつかった」と言っただけであり、伝えられるように「巨人はロッテより弱い」とは一言も言っていないという。ベンチ裏での囲み取材において「ロッテの方が怖いですか?」と持ちかけられ「そうですね」と相槌を打ったという。
加藤らとバッテリーを組んだ光山は「巨人打線は本当にたたみかけるような迫力がないですね」とも話していた。他にも、やはりこの試合登板してセーブをあげた吉井は、パ・リーグ公式戦の方がこれまでの本シリーズより明らかに大変であったとし、中尾の代打に福王昭仁が起用されたことを指して（7回-結果は外野飛球）、中尾に比べて威圧感のない福王の方が投げやすかったとして「（巨人の選手起用に）感謝」、などとコメントしている。また本シリーズに出場していた淡口憲治は「金村（義明）も鈴木（貴久）も山下（和彦）も『巨人は大したことないですね』とみんな言っていた。第4戦で負けた時も『大丈夫、次は勝つ』と余裕がありすぎて、甘く見ていた。その隙を突かれた」と後日話している。
こうした近鉄の戦いについて、日刊スポーツ掲載のやく・みつる4コマ漫画では、加藤が「チョロイもんだぜ」と言うなどノビノビしている近鉄と、巨人のセ・リーグ優勝により頭を丸めた久米宏の頭髪の伸びも早いというふうに描写されている。
1958年の日本シリーズなどで仰木、中西らとともに巨人と戦った豊田泰光は、この試合を報じるスポーツニッポンのコラムで、"巨人飲んでる"近鉄投手陣、近鉄に怖いのは慢心だけだ、と書いた。「加藤発言」の背景として、近鉄チーム内部にあった「与し易し」の雰囲気が、後に指摘されている。

### 第4戦
10月25日 東京ドーム
|      | 1 | 2 | 3 | 4 | 5 | 6 | 7 | 8 | 9 | R | H | E |
| ---- | - | - | - | - | - | - | - | - | - | - | - | - |
| 近鉄 | 0 | 0 | 0 | 0 | 0 | 0 | 0 | 0 | 0 | 0 | 3 | 0 |
| 巨人 | 1 | 0 | 0 | 0 | 0 | 3 | 1 | 0 | X | 5 | 8 | 0 |

1. 近：小野（5回1/3）、池上（0回2/3）、木下（0回2/3）、山田（1回1/3）
2. 巨：香田（9回）
3. 勝利：香田（1勝）
4. 敗戦：小野（1敗）
5. 審判
［球審］井野（セ）
［塁審］五十嵐（パ）、平光（セ）、寺本（パ）
［外審］小林毅（セ）、小林一（パ）
6. 開始：13時04分、試合時間：3時間5分、入場者 45825人
公式記録関係 - 日本野球機構“試合結果（第4戦）”. 2013年5月11日閲覧。

| 近鉄 | 近鉄 | 近鉄           |
| 打順 | 守備 | 選手           |
| ---- | ---- | -------------- |
| 1    | [二] | 大石第二朗     |
| 2    | [中] | 新井宏昌       |
| 3    | [左] | R.ブライアント |
| 4    | [一] | G.リベラ       |
| 5    | [右] | 鈴木貴久       |
| 6    | [三] | 金村義明       |
|      | 打   | 羽田耕一       |
| 7    | [遊] | 真喜志康永     |
| 8    | [捕] | 光山英和       |
|      | 打   | 中谷忠己       |
|      | 投   | 木下文信       |
|      | 投   | 山田真実       |
|      | 打   | 中根仁         |
| 9    | [投] | 小野和義       |
|      | 投   | 池上誠一       |
|      | 打   | 村上隆行       |
|      | 捕   | 山下和彦       |

| 巨人 | 巨人 | 巨人         |
| 打順 | 守備 | 選手         |
| ---- | ---- | ------------ |
| 1    | [右] | 簑田浩二     |
|      | 右   | 緒方耕一     |
| 2    | [遊] | 川相昌弘     |
| 3    | [三] | 岡崎郁       |
| 4    | [中] | W.クロマティ |
| 5    | [一] | 駒田徳広     |
| 6    | [二] | 篠塚利夫     |
| 7    | [左] | 原辰徳       |
| 8    | [捕] | 中尾孝義     |
| 9    | [投] | 香田勲男     |

この日、近鉄の宿舎では、「シリーズ制覇」祝勝会の準備が行われていた。
3連勝の近鉄の先発投手は、一気に勝負を決めるべく阿波野とも考えられたが、実際は小野和義で、後々物議をかもしている（#先発投手起用について参照）。小野は、肘の故障によりリーグ優勝決定時（10月14日）は出場選手登録を外れ、本シリーズになってから復帰していた。
一方の巨人は予定通り香田勲男で、前日の第3戦終了後、報道陣の前では顔色が真っ青であったという。小野同様に日本シリーズ初登板となった。
初回、巨人は不調の緒方耕一に代えて「1番・右翼手」に起用した簑田浩二の二塁打を足がかりに一死三塁として、岡崎の犠牲飛球で先制。6回には3安打2四球を集め3点を奪って点差を広げた。
香田は、時折スローカーブを交えながらの緩急をつけた投球で、近鉄打線を散発3安打、三塁を踏ませず完封。巨人の中村稔コーチや捕手の中尾は、第3戦での水野雄仁の投球が香田やそれ以降に登板した投手の参考になったと、シリーズ終了に際して振り返っている。なお、日本シリーズ初登板での完封勝利は1985年第1戦の池田親興（阪神タイガース）以来となった。
巨人が1勝目をあげたが、スポーツニッポンでの豊田コラムで「仰木監督も上手に負けた」と評されるなど、近鉄側は特にショックを見せなかった。
公式記録関係（日本野球機構ページ）

#### 先発投手起用について
近鉄の先発投手起用をめぐる経緯について、仰木と権藤の話は全く異なっている。資料によって若干の相違もあるが、概要は次のとおりとなる。
仰木- シリーズ前から1、4、7戦の先発は阿波野と決めていた。しかし、第3戦の試合前、その旨を権藤コーチを通じて阿波野に伝えたところ、阿波野が先発を辞退すると言ってきた、と同コーチから聞かされた。
権藤- シリーズ前に仰木監督に、1、4、7戦を阿波野で行こうと進言していた。ところが同監督は、第3戦終了後の夜、女性のいる酒場と思われる場所から宿舎にいる権藤に電話して「先発は明日決める」と言いだし、権藤が小野起用を聞いたのは第4戦の試合会場に着いてからであった。
権藤は、本シリーズにおけるこうした出来事から、近鉄退団の決意を固めたという。権藤は、後にコーチを務めていた中日ドラゴンズで、2012年のセントラル・リーグクライマックスシリーズにおける試合終盤の継投をめぐって同球団監督であった高木守道との対立が表面化し、同年のシーズン終了後の退団につながった。このことと、上記仰木との対立、近鉄退団とが重ね合わせて見られることとなった。
近鉄側は球団史で、仰木の話とほぼ同じ認識を示している。
なお、第3戦の結果を報ずる25日付日刊スポーツでも第4戦「先発は香田-小野」と掲載されているなどの事実もある。この当時、第1戦の先発投手は、1988年の日本シリーズのように、次の先発登板が第5戦となっている事例が多い。
ただ、仰木著書では、結果的には誰を先発登板させても香田の投球の前では第4戦は勝てなかっただろうとしながらも、勝負への執着心の差として悔やむ旨書かれている。一方の藤田の著書では、「たった一瞬の緩みが致命傷となる、まさに野球のもつ"魔性"」と振り返られている。
一連のできごとの背景として、阿波野ら近鉄投手陣の肩や肘など身体面への不安感が浮かび上がるが、仰木著書では、「斎藤や桑田のあり余るスタミナが羨ましかった」という記述がある。

### 第5戦
10月26日 東京ドーム
|      | 1 | 2 | 3 | 4 | 5 | 6 | 7 | 8 | 9 | R | H | E |
| ---- | - | - | - | - | - | - | - | - | - | - | - | - |
| 近鉄 | 0 | 0 | 0 | 0 | 1 | 0 | 0 | 0 | 0 | 1 | 4 | 0 |
| 巨人 | 0 | 0 | 0 | 0 | 2 | 0 | 4 | 0 | X | 6 | 8 | 1 |

1. 近：阿波野（6回）、吉井（0回2/3）、村田（0回1/3）、石本（0回1/3）、高柳（0回2/3）
2. 巨：斎藤（9回）
3. 勝利：斎藤（1勝1敗）
4. 敗戦：阿波野（1勝1敗）
5. 本塁打
近：ブライアント1号ソロ（5回・斎藤）
巨：原1号満塁（7回・吉井）
6. 審判
［球審］小林一（パ）
［塁審］小林毅（セ）、五十嵐（パ）、平光（セ）
［外審］牧野（パ）、福井（セ）
7. 開始：13時04分、試合時間：3時間1分、入場者 45717人
公式記録関係 - 日本野球機構“試合結果（第5戦）”. 2013年5月11日閲覧。

| 近鉄 | 近鉄   | 近鉄           |
| 打順 | 守備   | 選手           |
| ---- | ------ | -------------- |
| 1    | [二]   | 大石第二朗     |
| 2    | [中]一 | 新井宏昌       |
|      | 三     | 安達俊也       |
| 3    | [右]左 | R.ブライアント |
| 4    | [一]三 | G.リベラ       |
| 5    | [左]中 | 淡口憲治       |
| 6    | [三]   | 金村義明       |
|      | 打右   | 鈴木貴久       |
| 7    | [遊]   | 真喜志康永     |
|      | 打     | 後関昌彦       |
| 8    | [捕]   | 山下和彦       |
|      | 打     | 村上隆行       |
| 9    | [投]   | 阿波野秀幸     |
|      | 打     | 中谷忠己       |
|      | 投     | 吉井理人       |
|      | 投     | 村田辰美       |
|      | 投     | 石本貴昭       |
|      | 投     | 高柳出己       |
|      | 打     | 羽田耕一       |

| 巨人 | 巨人 | 巨人         |
| 打順 | 守備 | 選手         |
| ---- | ---- | ------------ |
| 1    | [右] | 簑田浩二     |
|      | 打右 | 緒方耕一     |
| 2    | [遊] | 川相昌弘     |
|      | 打   | 呂明賜       |
|      | 遊   | 勝呂博憲     |
| 3    | [三] | 岡崎郁       |
| 4    | [中] | W.クロマティ |
| 5    | [左] | 原辰徳       |
| 6    | [一] | 駒田徳広     |
| 7    | [二] | 篠塚利夫     |
| 8    | [捕] | 中尾孝義     |
| 9    | [投] | 斎藤雅樹     |

両チーム先発投手（巨人 : 斎藤、近鉄 : 阿波野）は、ともに第1戦と同じとなった。
5回表、近鉄がブライアントの本塁打で1点先取に対して、巨人はその裏に岡崎の2点適時二塁打で逆転した。
7回表一死無走者で阿波野に打順が回ったところで、1点リードされている状況のため、仰木監督は阿波野に代打を送った。このとき、シリーズ全試合を取材していたという二宮清純や、一ファンとしてスタンドで観戦していたという佐野は、仰木監督が迷っていたことを、それぞれの著書等で書いている。結局、それに伴う7回裏の吉井の登板が裏目となり、二宮も佐野もこの局面を重要視している。
巨人の藤田監督は、7回の先頭打者である投手の斎藤をそのまま打席に送り、その斎藤が安打で出塁した。続く1番簑田の代打・緒方による送りバントの後、四球と二塁ゴロで二死一、三塁となり、打順は4番クロマティ、5番原と続く場面だったが、原はシリーズに入って18打席無安打の不振だったこともあり、近鉄はクロマティを敬遠した。なお、斎藤はこの試合で他にも1安打を放ち、そちらも得点に結びついている。
クロマティの敬遠を見て打席に入った原は、熱くなってくると同時に「ここで打てなかったら」ということを初めて考えたと、この場面を振り返っている。結果は、原にとっては本シリーズ初安打でもある満塁本塁打で4点が巨人に入り、点差は5点と開いた（後記#原の満塁本塁打も参照）。
斎藤は、第4戦の香田の投球で注目された「緩い変化球」についてシンカーを多く投げ、上記の1点に抑えて完投した。読売新聞によると、斎藤は、第1戦で敗戦投手となったこともあり、同年齢で沢村栄治賞の選考でも争った阿波野との投げ合いに強い対抗心をもって臨んだという。
巨人が2勝3敗となり、日本経済新聞は「さんざん悪態をつかれた近鉄投手陣に、今度は返礼する番だ」などと書き立てた。
公式記録関係（日本野球機構ページ）

#### 投手の打撃
指名打者制のないセ・リーグチーム側主催試合における投手の打撃と投手への代打をめぐる結果について、当時の報道でも注目され、「九人野球の妙」、朝日新聞は「勝負は9番打者で決まった」、などと書き立てた。本シリーズにおける投手としての安打は、この試合の斎藤の2本のみである。
阿波野の打ち気を見せない打席の姿勢と斎藤の打撃を、ほぼ同じ角度からの写真で対比させて論じている雑誌もある。阿波野にとっては、4回に回ってきた2打席目が先制の好機であったが、内野ゴロに倒れている。
指名打者制の採用に関する日本シリーズにおけるルールについては、日本選手権シリーズを参照。

#### 原の満塁本塁打
近鉄バッテリーは、前の打席（5回裏）でも二死二塁から左打者クロマティを敬遠して右打者の原と勝負し、内野ゴロに打ち取っている。なお、この時の投手は、左打者にとって一般的に苦手とされる左投手の阿波野であった。
近鉄の投手が右の吉井となった7回裏もクロマティ敬遠後の原の登場となり、この近鉄の作戦について、読売新聞も、決して不自然な策ではないと評している。藤田は、観客の不満と怒りがベンチの奥にいる自分にも伝わってきたと、巨人監督退任直後の自著で書いている。近鉄ベンチも吉井も原をなめきっていたとの報道もある。
「とにかく思い切ってスイングするしかない」と臨んだ原自身も、0ボール2ストライクと追い込まれたときに、「またかあ」というスタンドの雰囲気を感じたという。一方で、初球を大きく空振りしたことで緊張が抜けたとも話している。
この後、2ボール2ストライクからの6球目を、打った瞬間にそれとわかる本塁打を打った原は、三塁を回るときに三塁コーチスボックスにいる近藤ヘッドコーチと抱き合っていた。捕手の山下は、内角を狙った球が真ん中に入ったと言った。
原は、試合後、なかなか喜びを表現する言葉が見つからない状態であったという。
「選手を辛抱強く使う」と自ら言う藤田は、原が「我慢に応えてくれた」と自著で書いている。
本塁打を打たれた吉井は、試合直後、悔しさやショックを表に出さず、報道陣に「独演会」のように話し、日刊スポーツは「まるで人ごと」と報じている。各新聞報道を見比べると、試合直後の吉井の談話の言い回しは必ずしも一定していないが、自ら「投げた瞬間…」「いくら不調の原さんでもあの球では…」「（敬遠-満塁策は）次の打者に集中できないから嫌い」という趣旨の発言が散見される。
近鉄の権藤コーチは、吉井の目から抑えようという意識が薄れていたこと、2打席続けて前打者を敬遠して勝負した原について、あれだけ警戒している中で打つのはたいしたものだ、という趣旨のコメントをした。
2010年に日本野球機構が行った現役選手・監督・コーチによる調査において高橋由伸が最高の試合として挙げており、この満塁本塁打を球場で観戦している。

### 第6戦
10月28日 藤井寺
|      | 1 | 2 | 3 | 4 | 5 | 6 | 7 | 8 | 9 | R | H  | E |
| ---- | - | - | - | - | - | - | - | - | - | - | -- | - |
| 巨人 | 0 | 0 | 0 | 0 | 2 | 0 | 0 | 1 | 0 | 3 | 9  | 2 |
| 近鉄 | 0 | 0 | 0 | 1 | 0 | 0 | 0 | 0 | 0 | 1 | 10 | 0 |

1. 巨：桑田（6回1/3）、宮本（0回2/3）、水野（2回）
2. 近：山崎（4回2/3）、佐藤秀（3回1/3）、吉井（1回）
3. 勝利：桑田（1勝1敗）
4. セーブ：水野（1S）
5. 敗戦：山崎（1敗）
6. 本塁打
巨：岡崎2号ソロ（8回・佐藤秀）
近：リベラ1号ソロ（4回・桑田）
7. 審判
［球審］福井（セ）
［塁審］牧野（パ）、小林毅（セ）、五十嵐（パ）
［外審］井野（セ）、寺本（パ）
8. 開始：13時05分、試合時間：3時間31分、入場者 23030人
公式記録関係 - 日本野球機構“試合結果（第6戦）”. 2013年5月11日閲覧。

| 巨人 | 巨人 | 巨人         |
| 打順 | 守備 | 選手         |
| ---- | ---- | ------------ |
| 1    | [右] | 簑田浩二     |
|      | 右   | 井上真二     |
| 2    | [二] | 篠塚利夫     |
| 3    | [三] | 岡崎郁       |
| 4    | [中] | W.クロマティ |
| 5    | [一] | 駒田徳広     |
| 6    | [左] | 原辰徳       |
| 7    | [指] | 吉村禎章     |
|      | 走指 | 緒方耕一     |
|      | 打指 | 中畑清       |
| 8    | [捕] | 中尾孝義     |
| 9    | [遊] | 川相昌弘     |

| 近鉄 | 近鉄   | 近鉄           |
| 打順 | 守備   | 選手           |
| ---- | ------ | -------------- |
| 1    | [二]   | 大石第二朗     |
|      | 打     | 栗橋茂         |
| 2    | [中]一 | 新井宏昌       |
| 3    | [指]   | R.ブライアント |
| 4    | [一]三 | G.リベラ       |
| 5    | [左]   | 淡口憲治       |
|      | 打中   | 村上隆行       |
| 6    | [右]   | 鈴木貴久       |
| 7    | [三]   | 金村義明       |
|      | 打     | 後関昌彦       |
|      | 走左   | 中根仁         |
| 8    | [捕]   | 山下和彦       |
|      | 打     | 中谷忠己       |
|      | 捕     | 光山英和       |
| 9    | [遊]   | 真喜志康永     |

再び藤井寺球場に舞台を移しての第6戦は、近鉄山崎、巨人桑田という第2戦と同じ先発投手同士となった。
近鉄は、4回裏にリベラの本塁打で先制した。一方の巨人は5回表に篠塚利夫の2点適時打で逆転した。
7回裏の近鉄は、一死二塁と桑田を攻め、救援登板の宮本に対しても、一死一、三塁と攻め続けたが、ブライアントの一塁ライナーで一塁走者新井が帰塁できずに併殺となった。巨人は、8回表に岡崎の本塁打で突き放し、その裏の相手攻撃開始の場面から水野を登板させた。それに対する近鉄は、先頭打者のリベラが、一塁に出たものの続く代打村上隆行の右前安打で三塁を狙ったところ右翼手井上真二からの送球によりアウトとなった。こうした近鉄の攻撃について、読売新聞は「粗い攻め」「焦り」と評し、朝日新聞では「ツキ」という言葉が用いられた。
この後の巨人は、水野が9回まで無失点で抑えて、両チームとも3勝3敗で第7戦に決着を期することとなった。
なお、大石は、3回、5回、7回の打席でいずれも犠打を決め、一試合3犠打のシリーズタイ記録（3人目）となった。
公式記録関係（日本野球機構ページ）

### 第7戦
10月29日 藤井寺
|      | 1 | 2 | 3 | 4 | 5 | 6 | 7 | 8 | 9 | R | H  | E |
| ---- | - | - | - | - | - | - | - | - | - | - | -- | - |
| 巨人 | 0 | 1 | 0 | 3 | 0 | 3 | 1 | 0 | 0 | 8 | 10 | 0 |
| 近鉄 | 0 | 0 | 0 | 1 | 1 | 1 | 0 | 0 | 2 | 5 | 7  | 3 |

1. 巨：香田（5回）、宮本（4回）
2. 近：加藤哲（3回1/3）、小野（0回1/3）、高柳（0回1/3）、村田（1回）、吉井（4回）
3. 勝利：香田（2勝）
4. セーブ：宮本（1敗1S）
5. 敗戦：加藤哲（1勝1敗）
6. 本塁打
巨：駒田1号ソロ（2回・加藤哲）、原2号2ラン（6回・村田）、中畑1号ソロ（6回・吉井）、クロマティ1号ソロ（7回・吉井）
近：真喜志1号ソロ（4回・香田）、村上1号ソロ（5回・香田）、大石2号ソロ（6回・香田）
7. 審判
［球審］寺本（パ）
［塁審］井野（セ）、牧野（パ）、小林毅（セ）
［外審］小林一（パ）、平光（セ）
8. 開始：13時04分、試合時間：3時間11分、入場者 23091人
公式記録関係 - 日本野球機構“試合結果（第7戦）”. 2013年5月11日閲覧。

| 巨人 | 巨人 | 巨人         |
| 打順 | 守備 | 選手         |
| ---- | ---- | ------------ |
| 1    | [右] | 簑田浩二     |
|      | 打   | 福王昭仁     |
|      | 右   | 井上真二     |
| 2    | [二] | 篠塚利夫     |
| 3    | [三] | 岡崎郁       |
| 4    | [中] | W.クロマティ |
| 5    | [一] | 駒田徳広     |
| 6    | [左] | 原辰徳       |
| 7    | [指] | 吉村禎章     |
|      | 打指 | 中畑清       |
| 8    | [捕] | 中尾孝義     |
| 9    | [遊] | 川相昌弘     |

| 近鉄 | 近鉄   | 近鉄           |
| 打順 | 守備   | 選手           |
| ---- | ------ | -------------- |
| 1    | [遊]   | 真喜志康永     |
| 2    | [左]   | 新井宏昌       |
|      | 打     | 中根仁         |
| 3    | [指]   | R.ブライアント |
| 4    | [一]三 | G.リベラ       |
|      | 走     | 吉田剛         |
| 5    | [右]   | 鈴木貴久       |
| 6    | [中]   | 村上隆行       |
| 7    | [三]   | 金村義明       |
|      | 打一   | 後関昌彦       |
|      | 打一   | 羽田耕一       |
| 8    | [捕]   | 光山英和       |
|      | 打捕   | 山下和彦       |
| 9    | [二]   | 大石第二朗     |

第7戦の藤井寺球場の雰囲気について、駒田は「ここまできたら巨人が勝たないといけないというメディアとファンの（異様な）雰囲気を感じ」、加藤は「藤井寺はホームやったのに、レフトスタンドの一角にいるジャイアンツファンに完全に飲まれて」、とそれぞれ振り返っている。
近鉄は第3戦で好投した加藤を起用したが、巨人は、2回、駒田のソロ本塁打で先制、打った後両腕を上げて飛び上がった駒田はこの1点で勝利を確信したと振り返っている。巨人はさらに、4回には中尾、川相昌弘の連続適時打などで3点を追加、6回には原の2ラン本塁打、中畑清の「引退の花道」代打本塁打（1981年の日本シリーズの松原誠（巨人）以来で18人目）でさらに3点、7回にもクロマティの本塁打で加点し、一時は5点差をつけた。
近鉄は4回に真喜志、5回に村上、6回に大石の本塁打で計3点、9回は二死からリベラと鈴木の連続適時打で2点を返したが、続く村上が倒れて試合終了となり、巨人のシリーズ勝利が決まった。
なお、大石の本塁打は、第1戦の先頭打者本塁打以降の連続打席無安打を26打席で止めた安打ともなる（これまでの日本シリーズ記録は1979年平野光泰（近鉄）の21）。
試合終了後、表彰式が行われ、両監督が健闘をたたえあって握手をかわした。当時の週刊ベースボールによると、巨人・近藤、近鉄・中西の両チームヘッドコーチ（この二人は高校の先輩後輩である）も健闘をたたえあい、こうした光景は日本シリーズでは例がなかったという。
公式記録関係（日本野球機構ページ）

## 表彰選手
- 最高殊勲選手賞：駒田徳広（巨人） - 打率.522（23打数12安打）、5打点。日本一を決めた第7戦で加藤哲から本塁打。巨人の野手によるMVP受賞は1971年の末次民夫以来18年ぶり9人目（12度目）、巨人の左打者による受賞は1967年の森昌彦以来22年ぶり3人目。
- 敢闘賞：新井宏昌（近鉄） - 打率.333（27打数9安打）。第1戦で斎藤から勝ち越し適時打。
- 優秀選手賞：香田勲男（巨人） - 2試合に先発し、2勝0敗、防御率1.93（投球回数14回、自責点は3）。第4戦で逆転日本一のきっかけとなる完封勝利。
- 優秀選手賞：岡崎郁（巨人） - 打率.250（24打数6安打）ながら、第1戦と第6戦で本塁打。第5戦で阿波野から逆転2点タイムリー二塁打を放ち、トータルで今シリーズ最多の6打点[62]を挙げた。
- 優秀選手賞：阿波野秀幸（近鉄） - 2試合に先発し、1勝1敗、防御率3.00（投球回数15、自責点5）。第1戦で完投勝利。

## テレビ・ラジオ中継

### テレビ中継
- 第1戦：10月21日
  - 朝日放送≪ANN系列≫（クロスネット・系列外局の青森放送・岩手放送・秋田放送・山形放送・山梨放送・テレビ信州・北日本放送・北陸放送・福井放送・山陰放送・山口放送・四国放送・南海放送・高知放送・長崎放送・大分放送・宮崎放送・琉球放送でも放送） 
    - 実況：太田元治 解説：岡本伊三美、山本和行 ゲスト解説：池山隆寛（ヤクルト）、佐々木誠（ダイエー）

  - NHK衛星第1テレビ（中継録画） 解説：鈴木啓示 ゲスト：ねじめ正一
- 第2戦：10月22日
  - 朝日放送≪ANN系列≫（クロスネット・系列外局の青森放送・岩手放送・秋田放送・山形放送・山梨放送・テレビ信州・北日本放送・北陸放送・福井放送・山陰放送・山口放送・四国放送・南海放送・高知放送・長崎放送・テレビ大分・テレビ宮崎・琉球放送でも放送） 
    - 実況：武周雄 解説：稲尾和久、皆川睦雄 ゲスト解説：笘篠賢治（ヤクルト）、伊良部秀輝（ロッテ）

  - NHK衛星第1テレビ（中継録画） 解説：山田久志 ゲスト：村松友視
- 第3戦：10月24日
  - 日本テレビ≪NNN系列≫（クロスネット・系列外局の北陸放送・テレビ長崎・テレビ大分・テレビ宮崎・鹿児島テレビ・琉球放送でも放送） 
    - 実況：今井伊佐男 解説：長嶋茂雄、堀内恒夫 ゲスト解説：村田兆治（ロッテ）

  - NHK衛星第1テレビ（中継録画） 解説：梨田昌孝 ゲスト：重塚伊知子
- 第4戦：10月25日
  - 日本テレビ≪NNN系列≫（クロスネット・系列外局の北陸放送・テレビ長崎・テレビ大分・テレビ宮崎・鹿児島テレビ・琉球放送でも放送） 
    - 実況：小川光明 解説：江川卓、掛布雅之 ゲスト解説：村田兆治

  - NHK総合・NHK衛星第1テレビ（中継録画） 
    - 実況：西田善夫 解説：山田久志 ゲスト解説：尾花高夫（ヤクルト）、松永浩美（オリックス）
- 第5戦：10月26日
  - 日本テレビ≪NNN系列≫（クロスネット・系列外局の北陸放送・テレビ長崎・テレビ大分・テレビ宮崎・鹿児島テレビ・琉球放送でも放送） 
    - 実況：吉田填一郎 解説：土井正三、高橋直樹 ゲスト解説：村田兆治
    - リポーター：多昌博志（巨人サイド）、牧野誠三（よみうりテレビ・近鉄サイド）、共同インタビュー:小川光明

  - NHK衛星第1テレビ（中継録画） 解説：川上哲治 ゲスト：大島渚
- 第6戦：10月28日
  - 毎日放送≪JNN系列≫（系列外局の秋田放送・北日本放送・福井放送・四国放送・南海放送でも放送） 
    - 実況：水谷勝海 解説：田淵幸一（TBS）、一枝修平 ゲスト解説：星野伸之（オリックス）
    - リポーター：赤木誠（近鉄サイド）、石川顕（TBS・巨人サイド）、共同インタビュー:城野昭

  - NHK衛星第1テレビ（中継録画） 解説：広瀬叔功 ゲスト：萩元晴彦
- 第7戦：10月29日
  - よみうりテレビ（日本テレビと共同制作）≪NNN系列≫（クロスネット・系列外局の北陸放送・テレビ長崎・テレビ大分・テレビ宮崎・鹿児島テレビ・沖縄テレビでも放送） 
    - 実況：一丁田修一 解説：堀内恒夫、掛布雅之、川藤幸三 ゲスト解説：村田兆治
    - リポーター：小城敏（近鉄サイド）、今井伊佐男（日本テレビ・巨人サイド）、共同インタビュー:佐藤忠功

  - 祝勝会（日本テレビ系列で放送）[63][64]
    - 進行役:山下末則 レポーター：吉田填一郎、多昌博志 祝勝会司会:浅見源司郎

  - NHK衛星第1テレビ（中継録画） 
    - 実況：高山典久 解説：鈴木啓示 ゲスト:玉木正之

### ラジオ中継
- 第1戦：10月21日
  - NHKラジオ第1 解説：川上哲治 ゲスト解説：松永浩美
  - TBSラジオ（JRN・朝日放送(ABC)製作）解説：皆川睦雄、田淵幸一 ゲスト解説：門田博光（オリックス）
  - 文化放送（NRN・毎日放送(MBS)製作）実況：結城哲郎（MBS) 解説：一枝修平 ゲスト解説：西本聖（中日）、藤井康雄（オリックス）
  - ニッポン放送（独自） 実況：深澤弘[66] 、解説：江本孟紀 ゲスト解説：牛島和彦（ロッテ）
  - ラジオ大阪(OBC)
  - ラジオ日本 解説：堀内恒夫

- 第2戦：10月22日
  - NHKラジオ第1 解説：広瀬叔功 ゲスト解説：落合博満（中日）
  - TBSラジオ（JRN・朝日放送(ABC)製作） 解説：岡本伊三美、小林繁 ゲスト解説：門田博光
  - 文化放送・ラジオ大阪(OBC) 解説：黒江透修、加藤英司
  - ニッポン放送(NRN・毎日放送(MBS)製作) 実況：赤木誠（MBS）[66] 解説：中村勝広 ゲスト解説：西本聖、松永浩美
  - ラジオ日本 解説：高橋直樹

- 第3戦：10月24日
  - TBSラジオ(JRN) 解説：衣笠祥雄、山下大輔
  - 文化放送(NRN) 解説：稲尾和久、東尾修
  - ニッポン放送 実況：山田透[66] 解説：柴田勲 ゲスト解説：池山隆寛
  - ラジオ日本 解説：浅野啓司 ゲスト解説：角盈男（日本ハム）

（NHKラジオ第1は国会中継の為中継なし）
- 第4戦：10月25日
  - NHKラジオ第1 解説：鶴岡一人、ゲスト解説：田村藤夫
  - TBSラジオ(JRN) 解説：杉下茂、田淵幸一
  - 文化放送 実況：月岡逸弥 解説：別所毅彦、山崎裕之
  - ニッポン放送(NRN) 実況：胡口和雄  解説：江本孟紀 ゲスト解説：大島康徳（日本ハム）
  - ラジオ日本 解説：高橋直樹、土井正三

- 第5戦：10月26日
  - NHKラジオ第1 解説：山田久志 ゲスト解説：牛島和彦
  - TBSラジオ(JRN) 実況：林正浩 解説：張本勲、小林繁
  - 文化放送(NRN) 実況：月岡逸弥 解説：皆川睦雄、大田卓司
  - ニッポン放送 実況：深澤弘 解説：土橋正幸 ゲスト：ビートたけし、たけし軍団（ダンカン、井手らっきょ、ラッシャー板前）
  - ラジオ日本　実況：染谷恵二 解説：有本義明

- 第6戦：10月28日
  - NHKラジオ第1 解説：鈴木啓示 ゲスト解説：藤井康雄
  - TBSラジオ（JRN・朝日放送(ABC)製作）実況：太田元治(ABC)　解説：稲尾和久、藤田平　 ゲスト解説：牛島和彦
  - 文化放送・ラジオ大阪(OBC) 解説：豊田泰光、平野光泰
  - ニッポン放送（NRN・毎日放送(MBS)製作）実況：結城哲郎（MBS） 解説：穴吹義雄  ゲスト解説：酒井勉（オリックス） ゲスト：大橋巨泉
  - ラジオ日本 解説：浅野啓司

- 第7戦：10月29日
  - NHKラジオ第1 解説：広岡達朗 ゲスト解説：星野伸之
  - TBSラジオ（JRN・朝日放送(ABC)製作） 実況：和沙哲郎(ABC) 解説：岡本伊三美、皆川睦雄 ゲスト解説：高沢秀昭（ロッテ）
  - 文化放送（NRN・毎日放送(MBS)製作） 実況：城野昭（MBS） 解説：一枝修平、中村勝広 ゲスト解説：酒井勉
  - ニッポン放送 実況：小林達彦 解説：土橋正幸、大矢明彦
  - ラジオ大阪(OBC)  実況：中井雅之
  - ラジオ日本 解説：有本義明